# The Mystery Road
The Mystery Road è un film muto del 1921 diretto da Paul Powell.
La sceneggiatura si basa su The Mystery Road, romanzo di Edward Phillips Oppenheim pubblicato a Boston nel 1923.

## Trama
A Nizza, Gerald Dombey, dopo aver confessato alla fidanzata di aver avuto una relazione con una contadina, Vera Reynolds, conosce la bella Myrtile Sargot, una ragazza fuggita di casa per evitare gli abusi in famiglia. Gerald chiede a lady Susan, la fidanzata, di prendersi cura di Myrtile, pur se Susan nutre dei dubbi sul rapporto che lega Gerald alla giovane sconosciuta. Una sera, Gerald rivede Vera, la sua ex amante, accompagnata da Luigi, un uomo che lei presenta come suo fratello. I due riprendono la loro relazione finché Gerald non scopre che Luigi, in realtà, è l'amante di Vera. Intanto, il suo fidanzamento con lady Susan va in fumo e lei lo lascia per Christopher, il suo più caro amico. Depresso, Gerald sta pensando al suicidio: la salvezza per lui arriva quando si accorge di essersi innamorato di Myrtile.

## Produzione
Il film fu prodotto dalla Famous Players-Lasky British Producers.
Venne girato a Montecarlo.

## Distribuzione
Il copyright del film, richiesto dalla Famous Players-Lasky British Producers, fu registrato il 14 luglio 1921 con il numero LP16761.
Distribuito dalla Paramount Pictures, il film uscì nelle sale cinematografiche statunitensi il 10 luglio 1921. Nel Regno Unito, venne distribuito nel novembre 1921.